# Waterloo (Guyana)
Waterloo es una localidad de Guyana en la región Mahaica-Berbice. 

## Demografía
Según censo de población 2002 contaba con 3145 habitantes.La estimación 2010 refiere a 3255 habitantes.
Población económicamente activa
| Dato      | Funcio narios | Profesionales y técnicos | Clero | Comercio y Servicios | Act. agrícolas | Act. industriales | Ocup. elementales | S/D  | Total |
| --------- | ------------- | ------------------------ | ----- | -------------------- | -------------- | ----------------- | ----------------- | ---- | ----- |
| Población | 4             | 47                       | 25    | 180                  | 125            | 62                | 395               | 1255 | 2054  |